# Алкуева (језеро)
Језеро Алкуева налази се на Пиринејском полуострву, у Португалији, југоисточно од Лисабона. Језеро је по настанку вештачко и изграђено је за потребе водоснабдевања Алентежо регије, као и за производњу електричне енергије. Његова изградња завршена је 2002. године, а његов резервоар достигао је свој пун капацитет први пут 2010. године. Алкуева језеро је највеће вештачко језеро у западној Европи.

## Историја
Током 1950-их година, португалски премијер, Антонио Де Оливеира Салазар, наручио је студију о изводљивости пројекта бране. Деценијама се расправљало о потенцијалним предностима бране Алкуева. Првобитни напори су уложени након Каранфилске револуције 1974. године, али је пројекат напуштен 1978. године. Португалска влада је напослетку донела крајњу одлуку да изгради брану 1990-их током власти Анибала Кавака Силве и Антониа Гутереса. 
Алдеиа да Луз, мало село које је лежало у пројектованој плавној зони бране, потпуно је обновљено на новом месту.
У фебруару 2002. године 96m бране Алкуева је затворено. У јануару 2010. године језеро је напуњено до планираног нивоа са површином од 250 km². Када се напуне капацитети, обала језера Алкуева, познатог и као Велико језеро, је близу 1200 километара, а максимална дубина језера је око 100 метара. Југоисточно од града Амиеира израсла је добро комерцијално развијена марина која пружа све врсте бродских услуга.

## Географски положај
Алкуева језеро налази се на југозаапду португалског дела Пиринејског полуострва. Језеро је вештачко и изграђено је на реци Гвадијани. Име је добило по граду Алкуева, који се налази на десној обали језера. Језеро припада регији Алентежо, коју на западу окружује Атлантски океан, а на истоку се граничи са Шпанијом.
Главни град регије је Евора. Регија је највећим својим делом рурална, а главне привредне делатности су прозводња плуте, вина, маслиновог уља и сира.

## Хидроелектрана
2004. године је пуштена у рад прва фаза хидроелектране са снагом од 259 мегавати (MW). Друга фаза, са додатних 259MW, је пуштена у рад 2013. године. Електрана садржи четири реверзибилне Францисове турбине од 129,6MW. Са овим турбинама електрана има могућност пумпног складиштења. Снага се производи током периода велике потражње, а у периодима мале потражње, турбине се окрећу и пумпају воду из много мањег резервоара испод бране у главни резервоар. Брана Педрогао чини доњи резервоар хидроелектране. 

## Предности хидроелектране
Циљеви вишенаменског пројекта Алкуева засновани су на главним недостацима региона Алентежо. Одговори на ове потребе су заправо главни циљеви пројекта:
- Успостављање стратешке резерве воде, довољног капацитета да задовољи све потребе током најмање три сушне године;
- Загарантовано водоснабдевање становништва, индустрије и пољопривреде у оквиру пројектне интервенције;
- Измена и допуна модела пољопривреде, са увођењем 120.000 хектара нових усева за наводњавање у Алентежо региону;
- Прозводња незагађујуће електричне енергије коришћењем обновљивих извора;
- Очување животне средине, праћење и активно учешће у унапређењу истих;
- Промовисање квалитетног туризма са јавним и приватним субјектима, извођење планова коришћења земљишта и систематски напори да се обезбеди одрживост интервенција;
- Стварање новог корпоративног поднебља, обезбеђивање ресурса „воде”, испуњавање циљева за имплементацију пројекта и пружање решења за инвестирање у региону;
- Динамичност тржишта рада, директна последица других циљева, од виталног је значаја за преокрет главних регионалних статистичких показатеља.